# Persuader
Persuader – szwedzki zespół grający power metal. W ich twórczości można się doszukać wpływów grupy Blind Guardian z wczesnego okresu jej działalności.

## Muzycy

### Obecny skład zespołu
- Jens Carlsson – śpiew (Savage Circus)
- Emil Norberg – gitara prowadząca (Savage Circus)
- Daniel Sundbom – gitara rytmiczna
- Fredrik Hedström – gitara basowa
- Efraim Juntunen – perkusja

### Byli członkowie
- Pekka Kiviaho – gitara

## Dyskografia

### Albumy studyjne
- 2000 The Hunter
- 2004 Evolution Purgatory
- 2006 When Eden Burns
- 2014 The Fiction Maze

### Inne
- 1998 Visions And Dreams (demo)
- 2000 Swedish Metal Triumphators vol. 1 (split razem z Freternia)